# Permanenta strukturerade samarbetet
Det permanenta strukturerade samarbetet (engelska: Permanent Structured Cooperation, Pesco) är sedan den 11 december 2017 ett försvarssamarbete inom Europeiska unionen. Pesco syftar till att fördjupa det försvarspolitiska samarbetet inom ramen för den gemensamma säkerhets- och försvarspolitiken.
26 av EU:s 27 medlemsstater deltar i Pesco. Malta som enda medlemsstat valt att stå utanför på grund av landets neutralitetspolitik. Tidigare stod även Danmark utanför. Gemensamma beslut fattas med enhällighet, utom beslut som rör deltagandet av medlemsstater, som fattas med kvalificerad majoritet.
Europeiska rådet enades den 22 juni 2017 om att inleda det permanenta strukturerade samarbetet. Frågan diskuterades igen vid Europeiska rådets sammanträde den 19 oktober 2017. Målsättningen var att påbörja inrättandet av Pesco innan årets slut. Den 13 november 2017 riktade 23 medlemsstater en begäran till Europeiska unionens råd och Europeiska unionens höga representant för utrikes frågor och säkerhetspolitik om att inrätta Pesco. Irland och Portugal anslöt sig i december 2017, när rådet fattade det formella beslutet om att inrätta Pesco.
Den rättsliga grunden för det permanenta strukturerade samarbetet finns i artikel 46 i EU-fördraget samt i protokoll nr 10 fogat till fördragen. Den 6 mars 2018 antogs en färdplan av de deltagande medlemsstaterna för genomförandet av Pesco och en förteckning över de ingående försvarsprojekten.

## Deltagande medlemsstater
Följande 26 medlemsstater deltar i Pesco:
- Belgien
- Bulgarien[9]
- Cypern[10]
- Estland[11]
- Danmark
- Finland[12]
- Frankrike[13]
- Grekland
- Irland[14]
- Italien[15]
- Kroatien
- Lettland
- Litauen[16]
- Luxemburg
- Nederländerna
- Polen[17]
- Portugal[18]
- Rumänien[19]
- Slovakien
- Slovenien
- Spanien[20]
- Sverige[21]
- Tjeckien[22]
- Tyskland[13]
- Ungern
- Österrike

Medlemsstater som valt att stå utanför Pesco:
- Malta, på grund av sin neutralitet

## Tredjeländer
Genom ett beslut i november 2020 är det möjligt för tredjeländer, alltså stater utanför EU, att i undantagsfall delta i specifika Pesco-projekt. I maj 2021 godkändes deltagande från Kanada, Norge och USA. I början av 2025 godkändes även deltagande från Schweiz i Pesco-projektet för militär rörlighet.